# Josephine Henning
Josephine Henning (Trier, 8 de setembro de 1989) é uma futebolista profissional alemã que atua como defensora.

## Carreira
Josephine Henning fez parte do elenco da Seleção Alemã de Futebol Feminino, nas Olimpíadas de 2016. 